# 세제곱야드
세제곱야드(cubic yard) 또는 입방야드(기호 yd3)는 캐나다와 미국에서 사용되는 제국/미국 관습(SI 비미터법) 부피 단위이다. 이는 한 변의 길이가 1야드(3피트, 36인치, 0.9144미터)인 입방체의 부피로 정의된다.

## 기호 및 약어
세제곱야드의 IEEE 기호는 yd3이다. 다음 약어가 사용된다.
- cubic yards, cubic yard, cubic yds, cubic yd
- cu yards, cu yard, cu yds, cu yd, CYs
- yards/-3, yard/-3, yds/-3, yd/-3
- yards^3, yard^3, yds^3, yd^3
- yards3, yard3, yds3

## 같이 보기
- 세제곱피트
- 세제곱인치
- 제곱야드
- 단위 변환
- 세제곱수, 세제곱근
  - 삼차 방정식, 삼차 함수